# Clusia carinata
Clusia carinata  es una especie de planta con flor en la familia Clusiaceae.

## Distribución
Es endémica del Perú. Está amenazada por pérdida de hábitat.  Esta especie trepadora fue citada erróneamente como procedente de Loreto, pero la localidad original está en el Departamento de San Martín, en la cuenca del Mayo, en la cual, al parecer, no ha vuelto a ser registrada. Se conoce también de la cuenca del Imaza, de colecciones realizadas en los años 1990.

## Taxonomía
Clusia carinata fue descrita por Heinrich Gustav Adolf Engler y publicado en  Botanische Jahrbücher für Systematik, Pflanzengeschichte und Pflanzengeographie 58(4/Beibl.): 3. 1923.
Etimología
Clusia: nombre genérico otorgado en honor del botánico Carolus Clusius.
carinata: epíteto latíno que significa "carenado"